# Justin Monge
Jeaustine Alonso Monge Calderón (San Isidro de El General, San José, Costa Rica, 30 de junio de 2002) es un futbolista costarricense que juega como delantero centro en el Municipal Pérez Zeledón de la Primera División de Costa Rica.

## Trayectoria

### Municipal Pérez Zeledón
El 16 de noviembre de 2019 debutó en la máxima categoría costarricense contra el C. S. Herediano, ingresó de cambio al minuto 90 en la victoria 1-0.
En la temporada 2021-22 tomó mayor protagonismo, siendo el debut del Torneo Apertura 2021 en la primera fecha sumó los 90 minutos contra el Jiracal Sercoba en el empate 1-1.
El 19 de abril de 2022 se enfrentó ante la L. D
Alajuelense por el Torneo Clausura 2022, al minuto 33, Monge abrió el marcador, siendo su primera anotación, el encuentro finalizó en la derrota 3-1.
El 15 de mayo de 2022 se enfrentó ante el C. S. Herediano por la última fecha del Torneo Clausura 2022, Monge abrió el marcador al minuto 5 y al minuto 37 puso su segundo tanto, siendo su primer doblete, el duelo terminó en derrota 2-3.
Debutó en el Torneo de Copa de Costa Rica el 18 de noviembre de 2022 contra el Sporting F. C., teniendo una participación de 90 minutos, siendo derrotados en el marcador 1-0. En el segundo partido, Monge volvió a disputar los 90 minutos, al minuto 83 realizó la primera anotación en el Torneo de Copa, siendo derrotados en el marcador 1-4, mientras en el marcador global eran eliminados por 1-5.
El 19 de diciembre de 2022, se anunció la salida oficial del conjunto sureño, con el que contabilizó 41 partidos, 9 anotaciones y una asistencia.

### Deportivo Saprissa
El 19 de diciembre de 2022 se anunció la llegada al Deportivo Saprissa por un contrato hasta 2026. El 25 de enero de 2023, debutó con el Deportivo Saprissa en la tercera fecha del Torneo Clausura 2023, ingresó al minuto 89 por Ricardo Blanco y al minuto 90+2, puso su primera asistencia con la camiseta morada, finalizando con el compromiso en la victoria 3-0.

### Municipal Pérez Zeledón
El 21 de julio de 2023 se anunció el regreso al Municipal Pérez Zeledón por una temporada.

## Estadísticas

### Clubes
Actualizado al último partido jugado el 29 de abril de 2023.
| Club                            | Div.       | Temporada | Liga  | Liga  | Liga   | Copas nacionales | Copas nacionales | Copas nacionales | Copas internacionales | Copas internacionales | Copas internacionales | Total | Total | Total  |
| Club                            | Div.       | Temporada | Part. | Goles | Asist. | Part.            | Goles            | Asist.           | Part.                 | Goles                 | Asist.                | Part. | Goles | Asist. |
| ------------------------------- | ---------- | --------- | ----- | ----- | ------ | ---------------- | ---------------- | ---------------- | --------------------- | --------------------- | --------------------- | ----- | ----- | ------ |
| Pérez Zeledón · Costa Rica      |            |           |       |       |        |                  |                  |                  |                       |                       |                       |       |       |        |
| 1.ª                             | 2019-20    | 2         | 0     | 0     | —      | —                | —                | —                | —                     | —                     | 2                     | 0     | 0     |        |
| 1.ª                             | 2021-22    | 23        | 5     | 1     | —      | —                | —                | —                | —                     | —                     | 23                    | 5     | 1     |        |
| 1.ª                             | 2022-23    | 14        | 3     | 0     | 2      | 1                | 0                | —                | —                     | —                     | 16                    | 4     | 0     |        |
| Total club                      | Total club | 39        | 8     | 1     | 2      | 1                | 0                | 0                | 0                     | 0                     | 41                    | 9     | 1     |        |
| Deportivo Saprissa · Costa Rica |            |           |       |       |        |                  |                  |                  |                       |                       |                       |       |       |        |
| 1.ª                             | 2022-23    | 4         | 0     | 1     | —      | —                | —                | —                | —                     | —                     | 4                     | 0     | 1     |        |
| Total club                      | Total club | 4         | 0     | 1     | 0      | 0                | 0                | 0                | 0                     | 0                     | 4                     | 0     | 1     |        |
| Deportivo Saprissa · Costa Rica |            |           |       |       |        |                  |                  |                  |                       |                       |                       |       |       |        |
| 1.ª                             | 2023-24    | 5         | 0     | 0     | —      | —                | —                | —                | —                     | —                     | 5                     | 0     | 0     |        |
| Total club                      | Total club | 5         | 0     | 0     | 0      | 0                | 0                | 0                | 0                     | 0                     | 5                     | 0     | 0     |        |
| 1. 2. Fuente:Transfermarkt      |            |           |       |       |        |                  |                  |                  |                       |                       |                       |       |       |        |

## Palmarés

### Títulos nacionales
| Título                         | Club               | País       | Año  |
| ------------------------------ | ------------------ | ---------- | ---- |
| Primera División de Costa Rica | Deportivo Saprissa | Costa Rica | 2023 |